# Koch'uchang
Koch'u-chang (gochu-jang/âm Hán Việt: khổ tiêu tương) là tương ớt truyền thống của người Hàn Quốc. Gia vị này có vị cay, mặn, ngọt của đường và của chất đạm. Theo phương pháp cổ truyền, tương được ủ lên men trong hũ lớn bằng đất nung phơi ngoài trời vài năm. Nguyên liệu chính để làm gochujang là ớt bột, men làm từ gạo nếp. Ngoài ra còn có thể có bột đậu tương, bột lúa mạch, bột lúa mì, bột kê, đường, dầu ăn, táo tàu, bí ngô, khoai lang, v.v...
Koch'uchang hay được dùng làm gia vị để chế biến các món bibimbap và tteokbokki, giúp tạo vị cay và ngọt. Nó cũng được dùng một ít cho việc muối kimchi.

## Cách làm

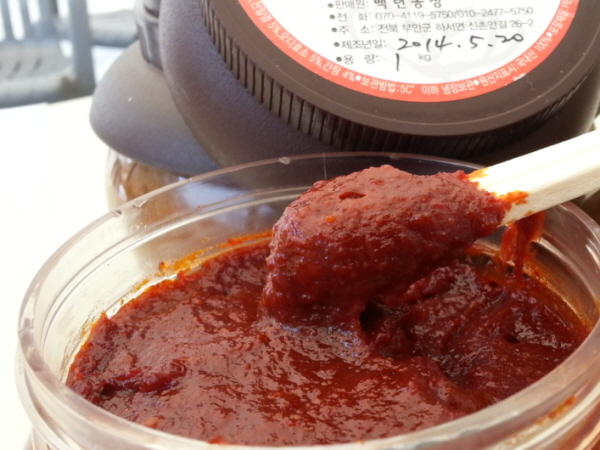
Gochujang được dùng thìa nhỏ múc lên

### Nguyên liệu
- Bột lúa mạch: 300 gram
-Nước lọc: 2 lít
-Bột gạo nếp: 450 gram
-Mạch nha: 635 gram
-Bột đậu tương đã được lên men: 230 gram
- Ớt bột Hàn Quốc: 530 gram
- Muối hột: 320 gram
- Dụng cụ: Nồi lớn, 2 miếng vải xô, nồi đất (để ủ).

#### Trộn hỗn hợp bột ớt và nguyên liệu làm tương ớt
- Lấy nồi lớn đã rửa sạch ra, cho bột lúa mạch và nước lọc vào, khuấy đều cho bột tan hoàn toàn.
- Đổ hỗn hợp bột lúa mạch qua vải xô để thu hỗn hợp bột mịn, không còn lợn cợn.
Nấu hỗn hợp bột vừa thu được với lửa vừa khoảng 20 phút thì tắt bếp.
- Từ từ đổ bột gạo vào hỗn hợp bột lúa mạch, khuấy đều.
- Để riêng hỗn hợp bột trong 2 giờ cho nở.
- Sau thời gian trên, đun hỗn hợp trên với lửa vừa. Cách làm tương ớt Hàn Quốc đúng chuẩn vừa nấu hỗn hợp bột, vừa khuấy đều cho đễn khi cạn sệt lại còn khoảng 1/3 là được.
- Nhấc bếp xuống, đổ mạch nha vào khuấy thật đều.
Đợi hỗn hợp trên nguội hoàn toàn thì mới cho bột đậu tương, muối hột, bột ớt vào, tiếp tục khuấy nhanh và đều tay.

#### Cách ủ tương ớt
Cho hỗn hợp bột ớt đã trộn với các nguyên liệu vào nồi đất (hoặc dùng chum, hũ thủy tinh thay thế cũng được).
Phủ miếng vải xô thứ 2 lên trên miệng nồi đất, buộc cố định lại và đậy nắp.